# Приход Воздвижения Святого Креста (Ярославль)

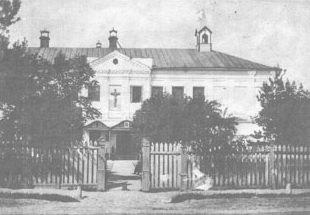
Дом Чарышникова (костел) Кооперативная улица, 19

Приход Воздвижения Святого Креста — католический приход в Ярославле. Административно принадлежит к Архиепархии Божией Матери с центром в Москве, центральный деканат.

## История
Появление в Ярославле католического прихода связано с именем святого Зигмунта Фелинского, который провёл здесь в ссылке около 20 лет. После приезда в Ярославль в 1863 году архиепископ Фелинский обустроил в собственном доме часовню, где начали собираться ярославские католики. Архивные источники сообщают, что католическая община Ярославля в 1874 году насчитывала около 1200 человек. Столь многочисленный приход испытывал острую нужду в помещении для богослужений и приходской деятельности. После того, как несколько прихожан сделали щедрые пожертвования, в 1886 году, уже после отъезда архиепископа Фелинского, католики Ярославля выкупили старинное здание «Дома Чарышниковых» на улице Железная (современный адрес — ул. Кооперативная, д. 19).
Дом Чарышниковых построил в XVIII веке владелец колокололитейного завода Семён Чарышников. После того, как в конце XIX века завод разорился, дом приобрёл купец Сорокин и организовал там мыловаренный завод. После выкупа здания католической общиной там была организована домовая церковь, а также приют для бездомных и благотворительная столовая. В 1886 году церковь была освящена, первым священником, который там служил, стал И. И. Буйно, один из соратников архиепископа Фелинского.
Согласно архивным данным к 1909 году ярославский католический приход вырос до 2900 человек. Община была интернациональной — поляки, белорусы, литовцы и др. С 1911 года при приходе действовало благотворительное общество для помощи нуждающимся католикам. В годы первой мировой войны паства прихода пополнилась беженцами, эвакуированными в Центральную Россию, значительную их часть составляли поляки. В военное время был открыт приют для детей беженцев, оставшихся без попечения.
После установления советской власти, из храма была реквизирована вся церковная утварь и ценности, настоятель М. И. Рутковский репрессирован. В 1926 году здание отошло к жилищно-кооперативному товариществу, а в 1931 году окончательно закрыта церковь. С этого момента приходское здание использовалось как коммуналка.

## Возрождение
В 2000 году ярославский католический приход Воздвижения Святого Креста был восстановлен. Первая месса в Ярославле после долгого перерыва была отслужена ещё до официальной регистрации прихода. 25 сентября 1999 года настоятель владимирского прихода о. Стефано Каприо совершил мессу в конференц-зале гостиницы «Которосль». После своей регистрации приход обратился к властям с просьбой передать ему историческое здание, однако был получен ответ, что это возможно, если все обитатели коммуналки будут расселены за счёт Церкви. Таких средств у прихода не было, благодаря стараниям священников из ордена вербистов была приобретена квартира, которую прихожане и священники своими силами переоборудовали в часовню (адрес: пр. Толбухина д.43, кв. 61). Домовая часовня была освящена архиепископом Тадеушем Кондрусевичем 6 мая 2001 года. С этого времени в приходе Воздвижения Святого Креста возобновились регулярные богослужения. В настоящее время в приходе служат священники из ордена вербистов.

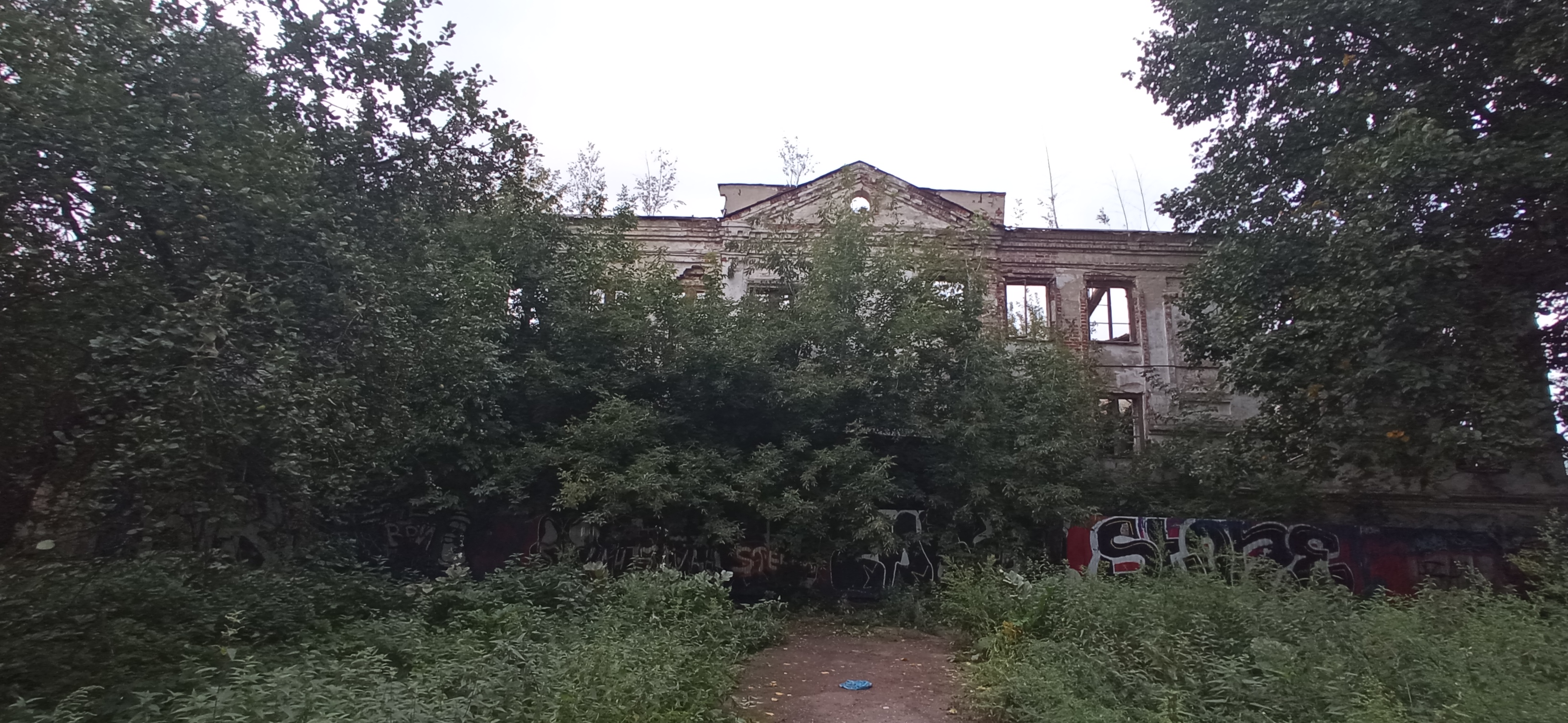
«Дом Чарышниковых» в 2023 г.

Тем временем здание «дома Чарышниковых», которое никто не ремонтировал, несмотря на статус памятника архитектуры, начало разрушаться и стало непригодным для жилья. Жильцов отселили, а здание, находящееся в ужасном состоянии, оказалось заброшенным. В 2011 году «дом Чарышниковых» продан с аукциона, существовали планы превращения его в частный детсад. Однако по состоянию на июнь 2022 года здание до сих пор заброшено.
Пастырским сотрудником прихода в последние годы жизни являлся известный религиозный диссидент, миссионер, духовный писатель, историк и переводчик Виктор Данилов.